# Topología trivial
En topología, la topología trivial o topología indiscreta de un conjunto X es aquella formada únicamente por dos subconjuntos: el conjunto vacío y el conjunto X:  

{\displaystyle {\mathcal {T}}(X)=\{\varnothing ,X\}}

Esta topología puede establecerse  en cualquier conjunto y es la menor topología (esto es, la topología más gruesa) que puede determinarse en un conjunto dado. 
Un espacio topológico obtenido al considerar la topología indiscreta se denomina espacio indiscreto.
La ausencia de conjuntos abiertos distintos de X o el conjunto vacío, indica informalmente que todos los puntos están "amontonados", es decir son indistinguibles topológicamente, lo cual correspondería a una pseudométrica donde las distancias entre cualquier par de puntos es siempre cero.

## Propiedades
- Puesto que  el conjunto vacío y el conjunto no vacío X son mutuamente complementarios, los conjuntos cerrados son también ellos mismos, id est:  {\displaystyle \varnothing } y X.
- La única base es {X}.
- Si X contiene al menos dos puntos, no existe ningún conjunto abierto que contenga a uno de ellos pero no al otro. Es decir, no es un espacio T0 y, por tanto, tampoco es un  espacio de Hausdorff (T2) ni un espacio de Fréchet (T1). Todos los puntos de X son topológicamente indistinguibles.[1]
- Cualquier subespacio y cualquier espacio cociente de un espacio indiscreto necesariamente serán también espacios indiscretos.
- El interior de cualquier subconjunto de X es vacío, a no ser que el subconjunto sea el total.
- La cerradura de cualquier subconjunto no vacío es X.